# Phrurotimpus mateonus
Phrurotimpus mateonus là một loài nhện trong họ Phrurolithidae.
Loài này thuộc chi Phrurotimpus. Phrurotimpus mateonus được Ralph Vary Chamberlin & Willis J. Gertsch miêu tả năm 1930.